# Carl Bosch
Carl Bosch (Colônia, 27 de agosto de 1874 — Heidelberg, 26 de abril de 1940) foi um químico e industrial alemão e Wehrwirtschaftsführer o regime nazista.

## Vida

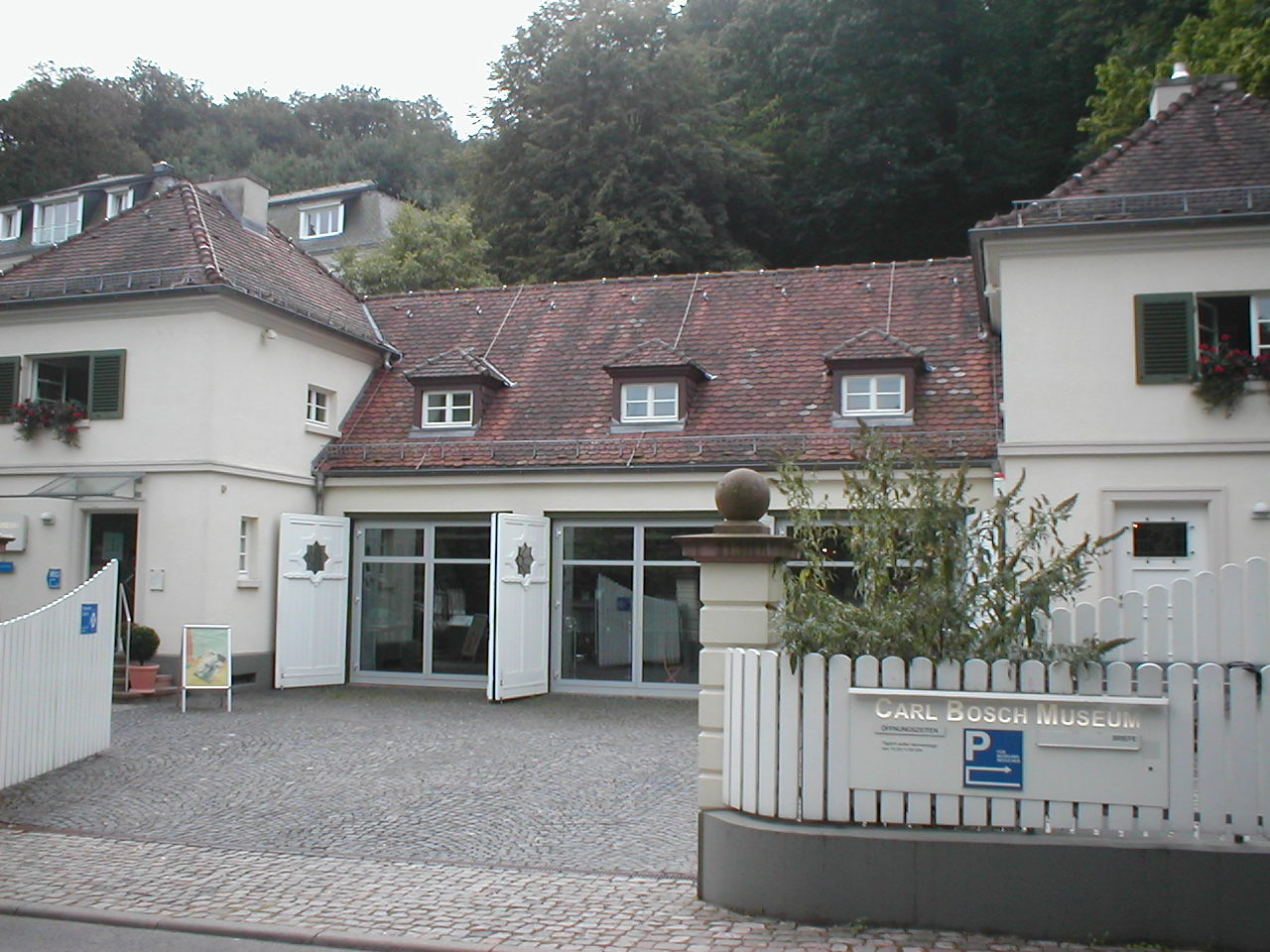
Museu Carl Bosch, em Heidelberg

Estudou no Instituto Politécnico de Charlottenburg (atualmente Universidade Técnica de Berlim) e na Universidade de Leipzig, de 1892 a 1898. Em 1899 começou a trabalhar na empresa BASF (Badische Anilin und Soda Fabrik). De 1908 a 1913 desenvolveu o chamado processo Haber-Bosch da síntese do amoníaco a partir de hidrogênio e nitrogênio submetidos a pressões elevadas. Este método permitiu empregar o gás amoníaco para a fabricação dos adubos artificiais, que tanta influência tiveram no desenvolvimento da agricultura em todo o mundo.

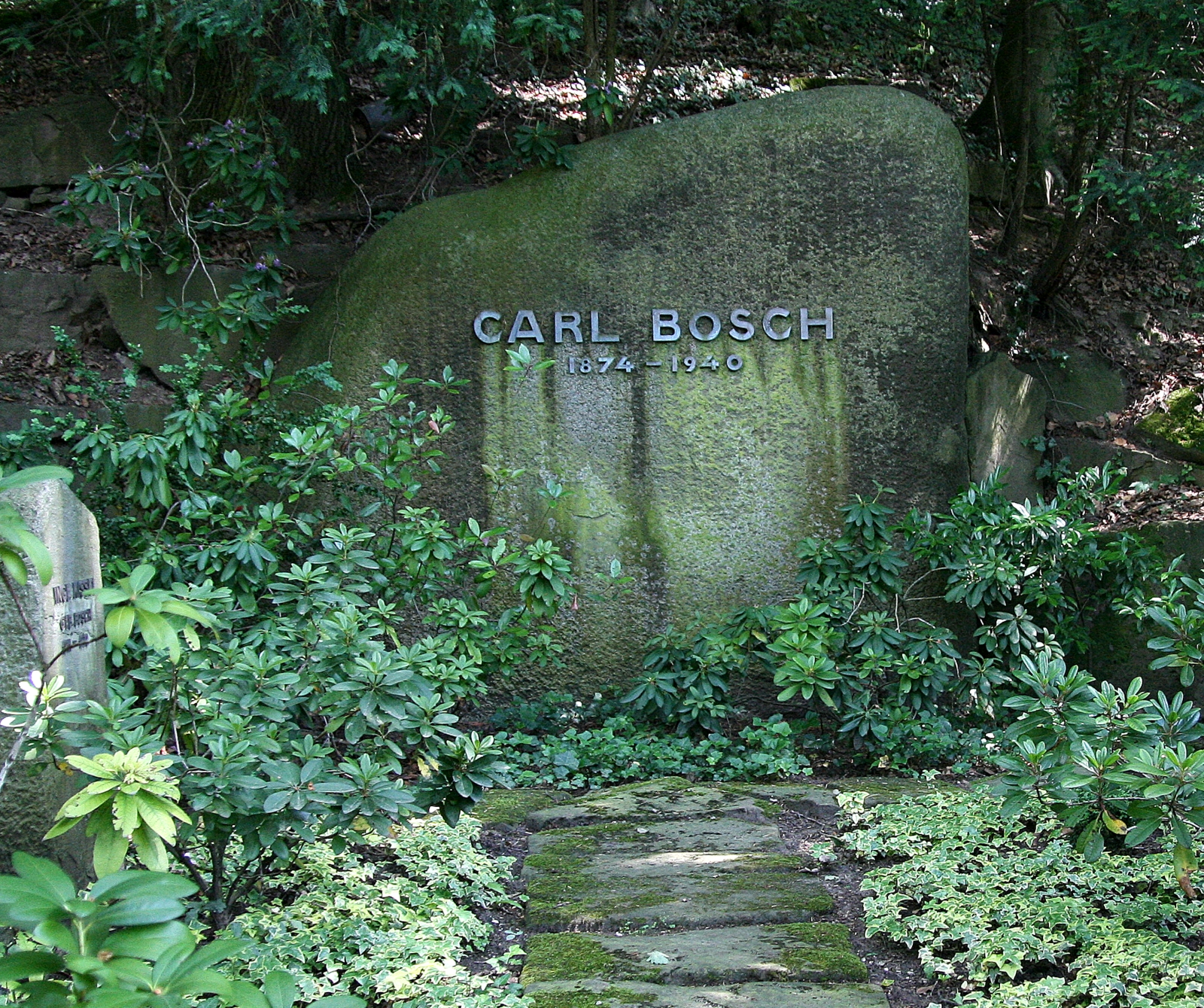
Sepultura no Bergfriedhof de Heidelberg

Depois da Primeira Guerra Mundial trabalhou nas sínteses do petróleo e do metanol, aplicando procedimentos químicos sob alta pressão. Em 1919 ocupou a direção geral da BASF. Em 1925 foi um dos fundadores da empresa IG Farben, importante grupo de empresas químicas alemãs, da qual logo se tornaria diretor geral, ficando no cargo entre 1935 e 1940.
Foi-lhe outorgado o Nobel de Química de 1931, compartilhado com Friedrich Bergius, em reconhecimento pelos seus contributos para a invenção e desenvolvimento de métodos químicos de alta pressão.
Foi senador da Sociedade Kaiser Wilhelm, de 1920 a 1937.
Está sepultado no Bergfriedhof (Heidelberg).

## Publicações
- Der Stickstoff in Wirtschaft und Technik. In: Verhandlungen der Gesellschaft Deutscher Naturforscher und Ärzte. 86/87, 1921, S. 27–46.
- Sozialisierung und chemische Industrie. In: Die Chemische Industrie. 28, 1921, S. 44–62 (Vortrag auf der Hauptversammlung des Vereins deutscher Chemiker, Mai. 1921).
- Über die Entwicklung der chemischen Hochdrucktechnik bei dem Aufbau der neuen Ammoniakindustrie. Nobelvortrag, gehalten in Stockholm den 21. Mai. 1932; auch in: Chemische Fabrik. Vol. 6, 1933, S. 127–142.
- Probleme großtechnischer Hydrierungs-Verfahren. In: Die Chemische Fabrik. Vol. 7, 1934, S. 1–10.